# Sheela na Gig

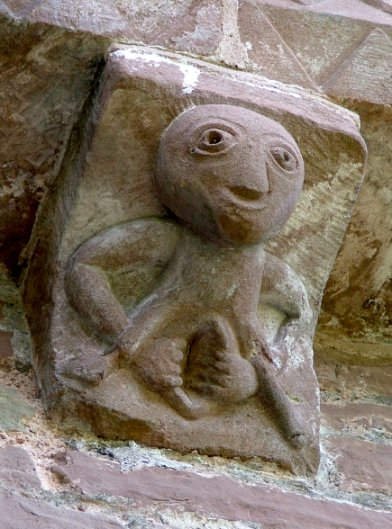
Sheela na Gig na kościele St. Mary and St. David w Kilpeck (Anglia)

Sheela na Gig (także: Sheela-na-Gig, Sheela na Gigs, Sheela-na-Gigs) – rodzaj maszkaronu przedstawiającego kobietę z szeroko rozwartym sromem. Najczęściej spotykane są na wspornikach, kapitelach, nad otworami drzwiowymi i obiektów sakralnych (kościoły) oraz budynkach cywilnych (zamki, mury miejskie itp).
Przedstawienia Sheela na Gig występują głównie w Anglii oraz Irlandii. Joanne McMahon i Jack Roberts w publikacji poświęconej Sheela na Gig (The Sheela-na-Gigs of Ireland and Britain: The Divine Hag of the Christian Celts – An Illustrated Guide 2001) wymieniają 101 przykładów z Irlandii i 45 z obszaru Wielkiej Brytanii, ale szacuje się, że ich liczba w Europie może sięgać ok. 1000.
Do najsłynniejszych można zaliczyć umieszczoną na wieży w Rattoo w hrabstwie Kerry w  Irlandii oraz w angielskim Kilpeck w hr. Herefordshire na granicy z Walią.

## Pochodzenie
Pochodzenie Sheela na Gig nie jest jasne. Według hipotezy Jamesa Jermana i Anthony’ego Weira przedstawienia Sheela na Gigs po raz pierwszy pojawiły się w XI wieku na terenach dzisiejszej Francji i Hiszpanii, aby w XII wieku dotrzeć na Wyspy Brytyjskie. Badania Jeremana i Weira jest kontynuacją prac Jørgena Andersena, autora The Witch on the Wall (1977) – pierwszej poważnej publikacji dotyczącej Sheela na Gig.
Podobnie Eamonn Kelly z Muzeum Narodowego Irlandii w swojej pracy Sheela Na Gig: Origins and Functions zwraca uwagę na rozmieszczenie Sheela na Gig na terenie Irlandii, podtrzymując hipotezę Jeremana i Wira. Według niej pojawienie się Sheela na Gig związane jest z najazdem normańskim na Wyspy Brytyjskie w XII wieku – tylko niewielka część Sheela znajduje się na "oryginalnych" celtyckich stanowiskach, przy czym znakomita większość występuje na stanowiskach związanych z normańskim podbojem.
Jereman i Weir twierdzą, że umieszczenie tych wizerunków na murach kościołów miało przedstawiać pożądanie, obrzydliwość i grzeszność kobiet.
Hipoteza Joanne McMahon i Jacka Robertsa wskazuje na pochodzenie Sheela na Gig od przedchrześcijańskich wierzeń powiązanych z kultem płodności i Bogini Matki. Dla poparcia swoich wniosków przywołują różne przykłady Sheela, które często różnią się stylem, umiejscowieniem na różnych typach budowli oraz tym, że na terenach Europy kontynentalnej, w przeciwieństwie do Wysp Brytyjskich, występuje znacznie więcej przedstawień męskich.
Catherine Blackledge pisze o tym, że przedstawienia mogły nawiązywać do pradawnego aktu anasyrma, który miał zdolność zapobiegania złu, wzmagania płodności i ochrony. Funkcja strzeżenia miałaby swoje uzasadnienie poprzez umieszczanie Sheel na wspornikach, na zamkowych murach, czy na bramach wejściowych do miast. Kobiety przybywające do kościołów patrząc na Sheelę czy pocierając jej srom mogły w ten sposób również zapewniać sobie płodność.

## Etymologia

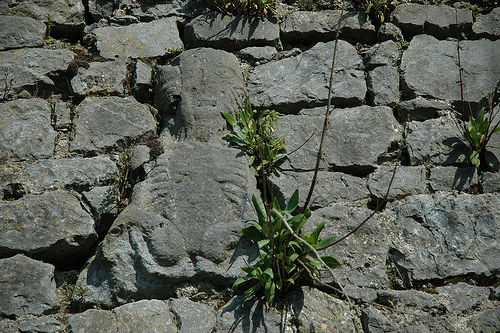
Sheela na Gig - fragment muru miejskiego w Fethard w irlandzkim hrabstwie Tipperary.

Istnieje kilka odmiennych interpretacji znaczenia Sheela na Gig. Nazwa ta po raz pierwszy pojawiła się w Proceedings of the Royal Irish Academy (1840–1844), jako lokalna nazwa rzeźby w Rochestown w irlandzkim hrabstwie Tipperary. Nazwa ta została również odnotowana w 1840 podczas aktualizacji map (Ordnance Survey) i odnosiła się do figury w Kiltinane (hr. Tipperary). Istnieją kontrowersje odnośnie do znaczenia nazwy, która nie jest tłumaczona bezpośrednio na język irlandzki. Spotykane są także częste alternatywy Sheela: Sheila, Síle lub Síla. Określenie Seán-na-Gig zostało użyte przez Jacka Robertsa jako nazwa dla postaci fallicznych, które na obszarze Europy kontynentalnej nierzadko umieszczone są w towarzystwie Sheela na Gig.
Jørgen Andersen tłumaczy nazwę pochodzeniem od zdania w języku irlandzkim Sighle na gCíoch – "stara wiedźma i piersi" / "starucha i piersi" lub Síle ina Giob – "Síle na kucaka" ("Síle" to irlandzka forma anglo-normańskiego imienia Cecile lub Cecilia). Inna wersja tłumaczy Síle na gCíoċ jako "kamienny fetysz reprezentujący płodną kobietę".
Według Catherine Blackledge niektórzy uczeni tłumaczą Sheela na Gig jako "kobieta z zamku". W drugiej poł. XX w. słowem gig zaczęto określać żeńskie narządy płciowe. Sheela na Gig może oznaczać "kobietę-waginę" bądź "waginalny symbol płodności". W Sumerze mieszkanki świątyni w Erech nazywano nugig, czyli czyste, nieskalane. Niektórzy historycy uważają Sheele za symbol wielkiej bogini Celtów.

## Obszar występowania
Po rozpoczęciu szerzej zakrojonych badań wykazano, że wizerunki Sheela na Gig występują w dużej części Europy. Do dziś Sheela na Gig lub zbliżone reprezentacje kobiet zarejestrowano w następujących krajach:
- Irlandii,
- Francji,
- Anglii,
- Walii,
- Szkocji,
- Norwegii,
- Szwajcarii,
- Czechach,
- Słowacji.

## Galeria Sheel

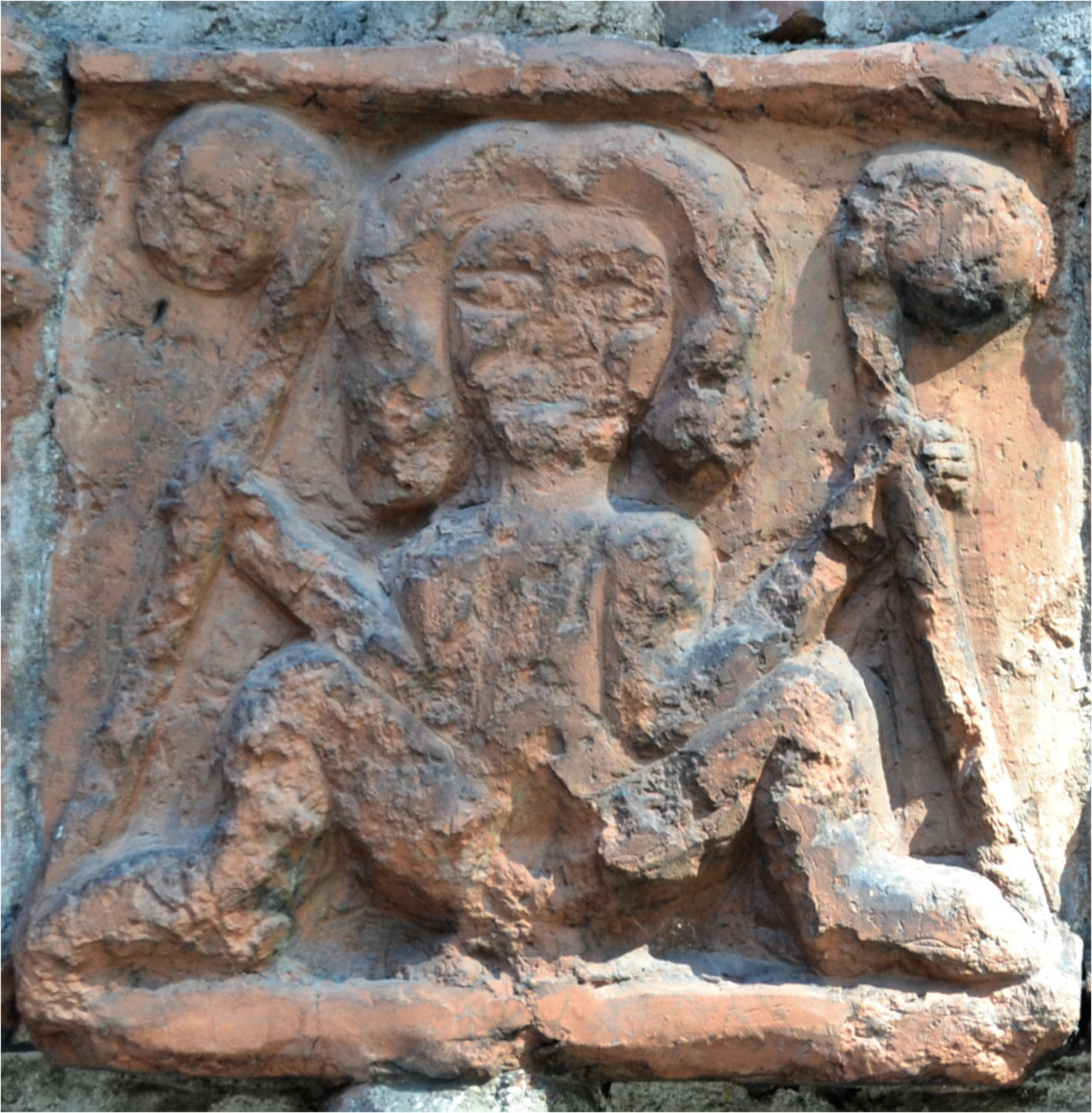
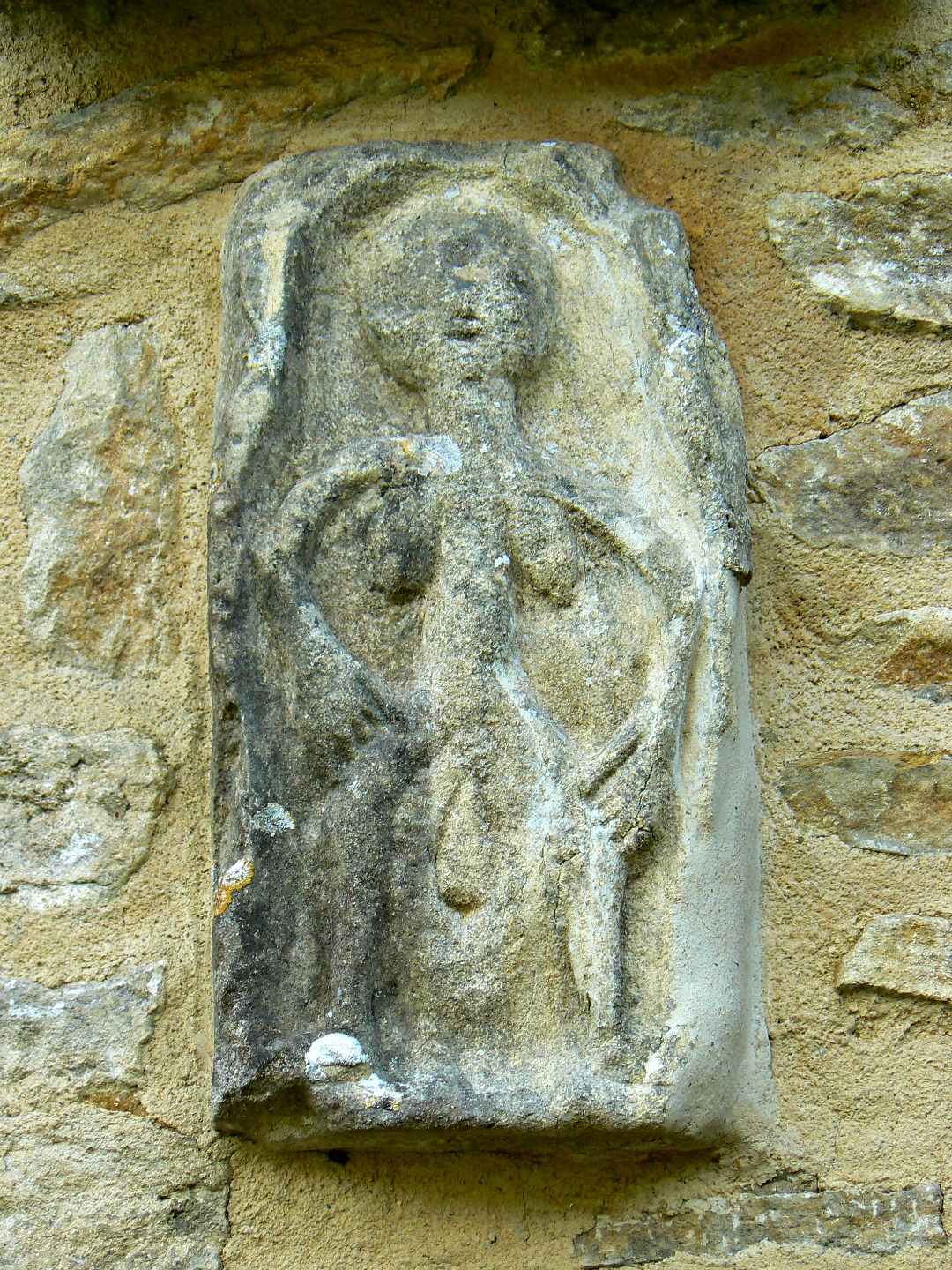
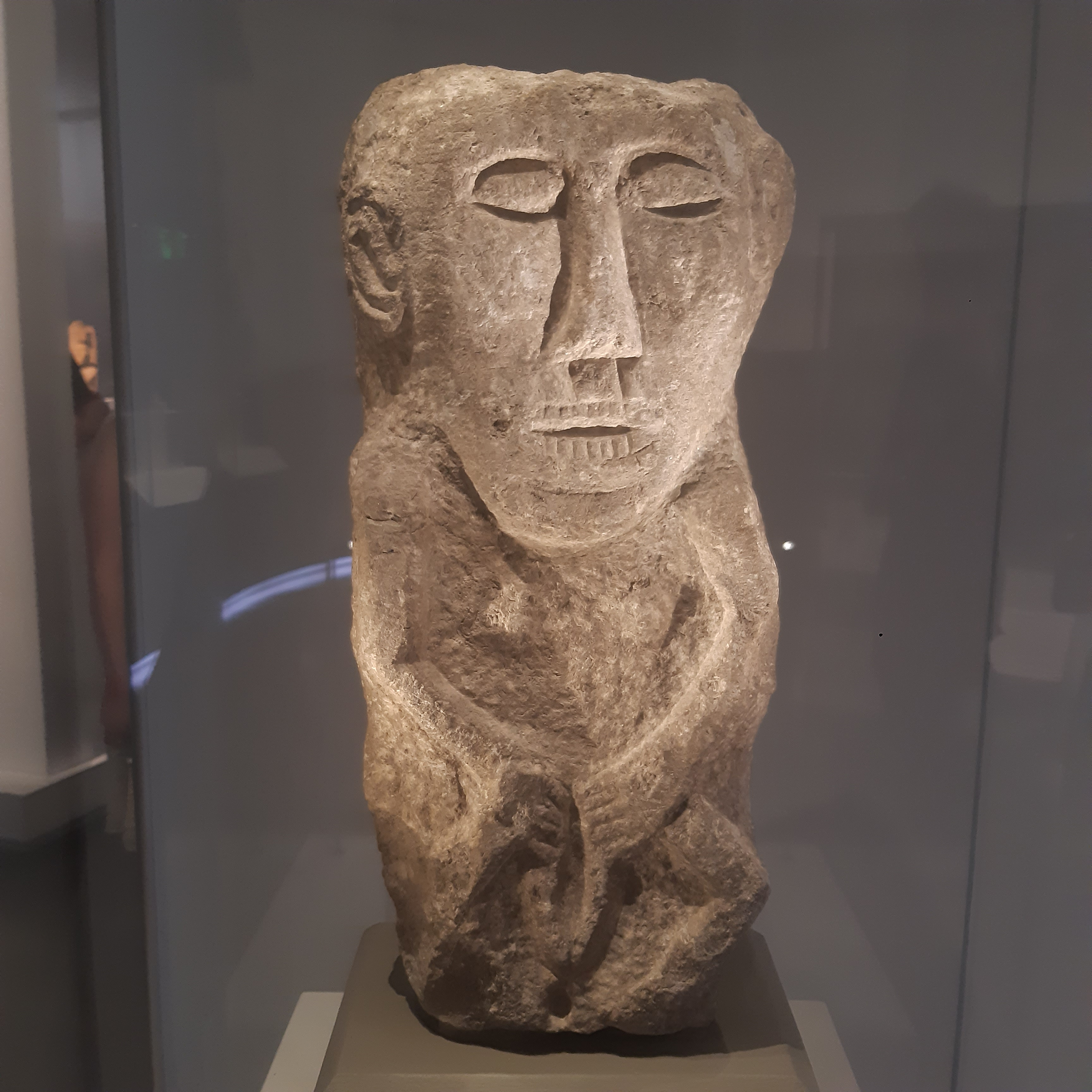
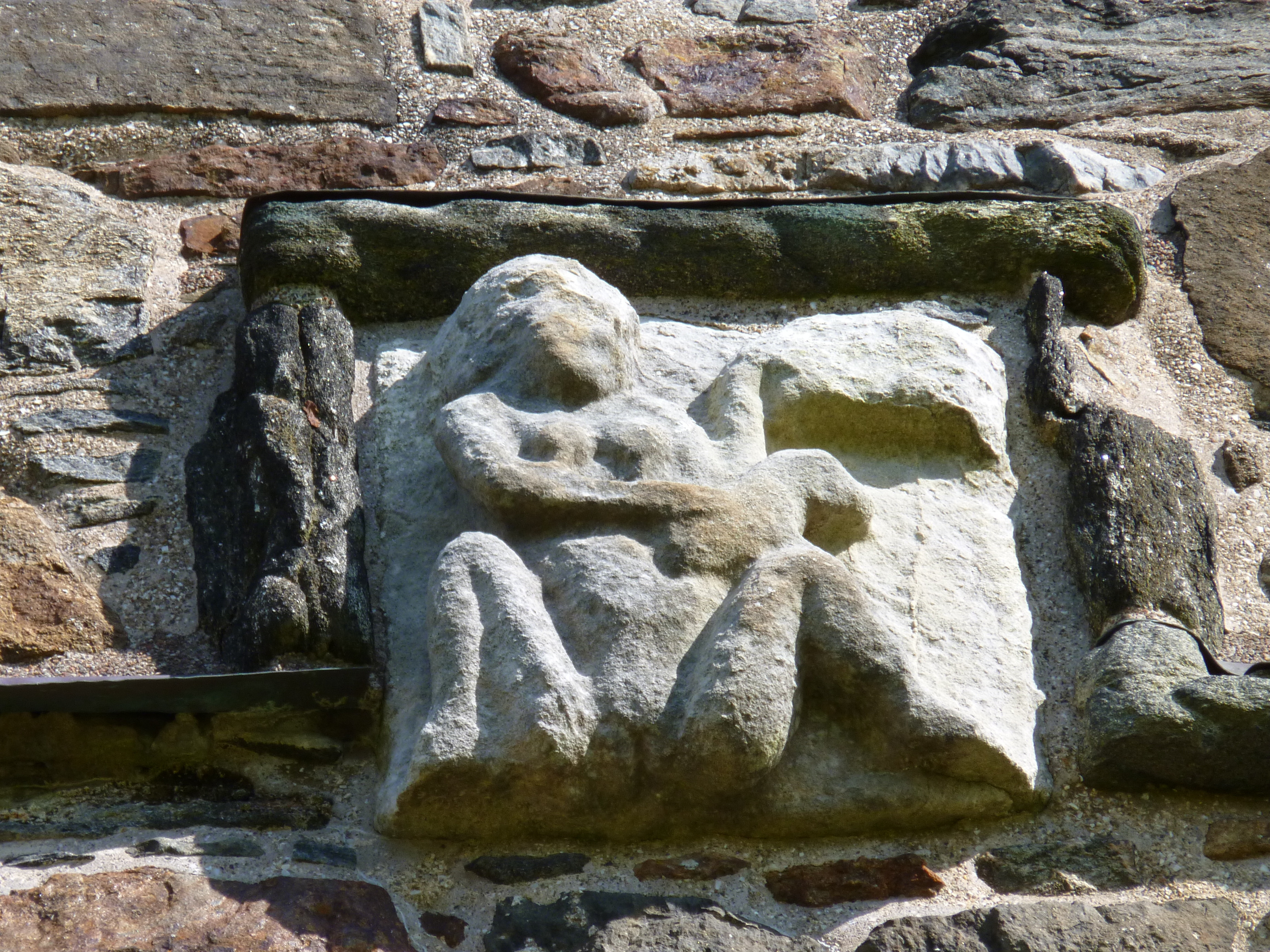
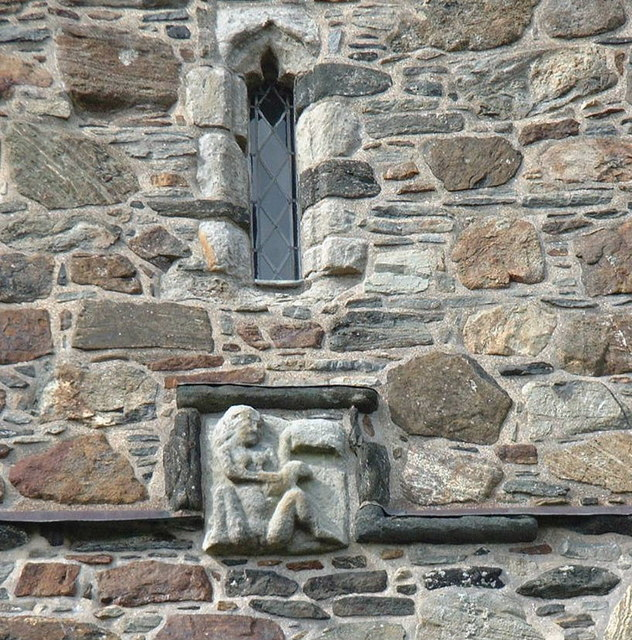
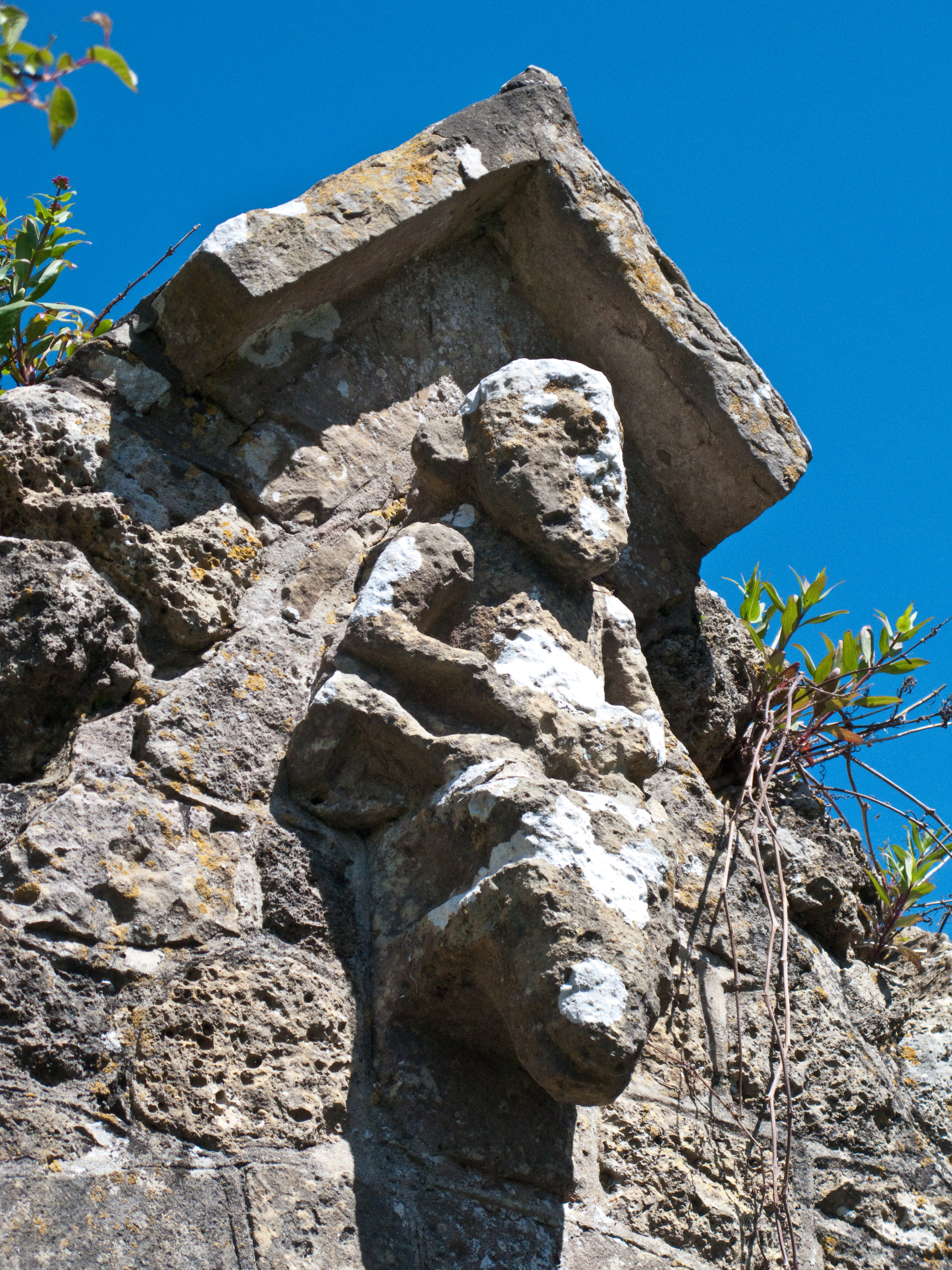
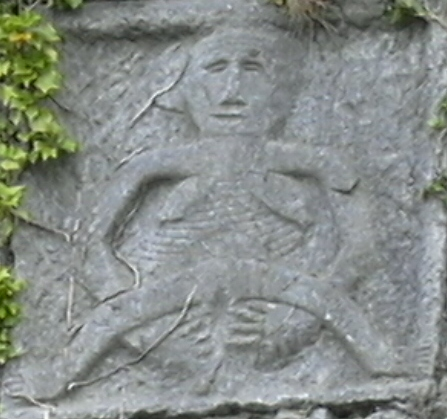
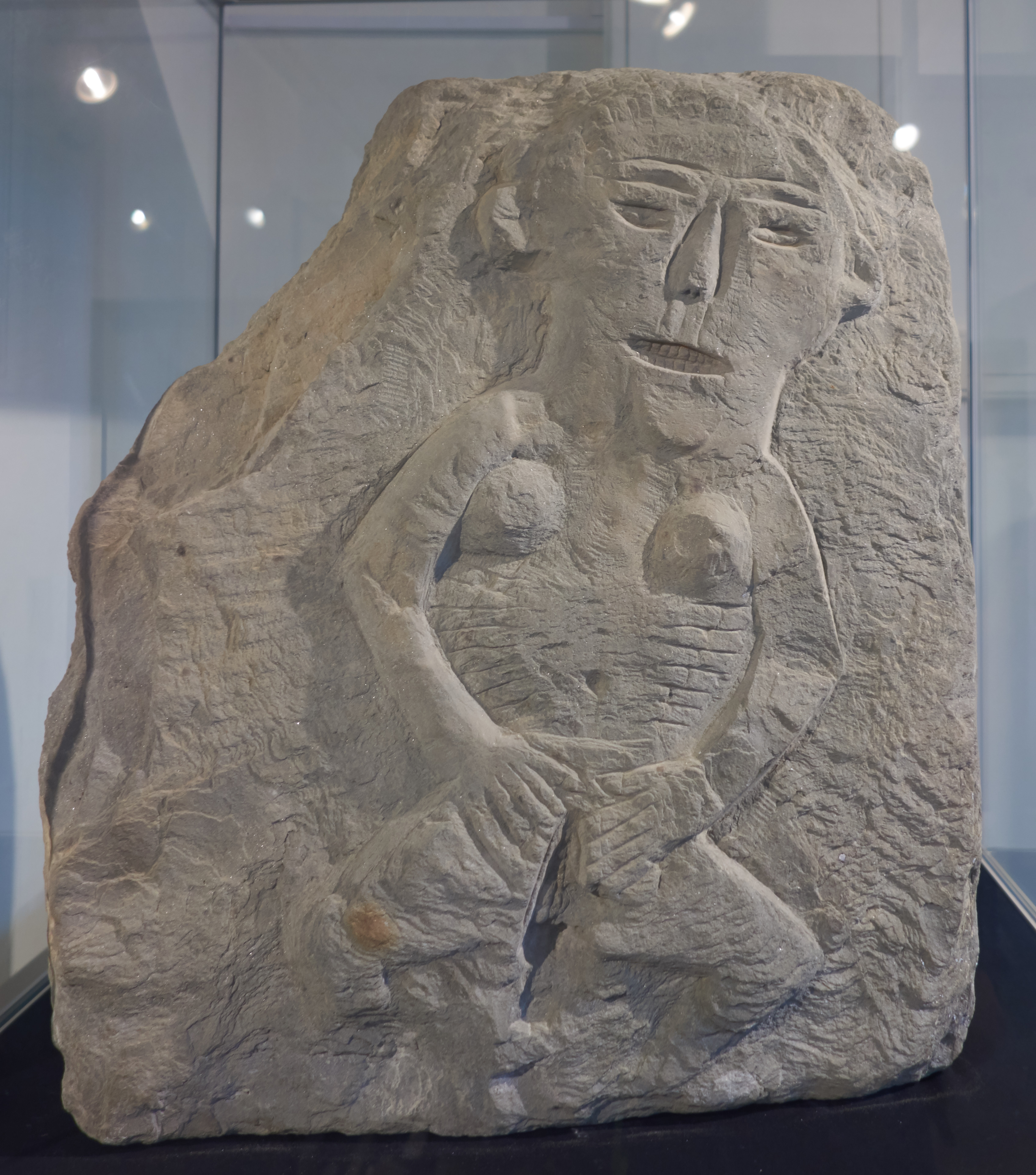
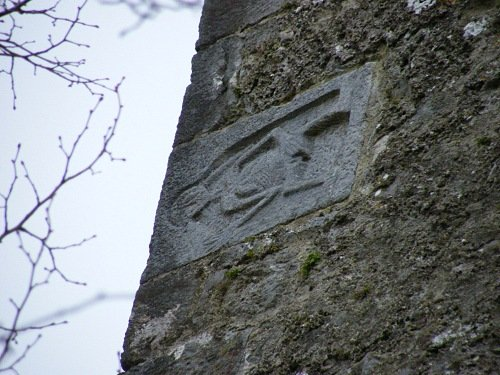
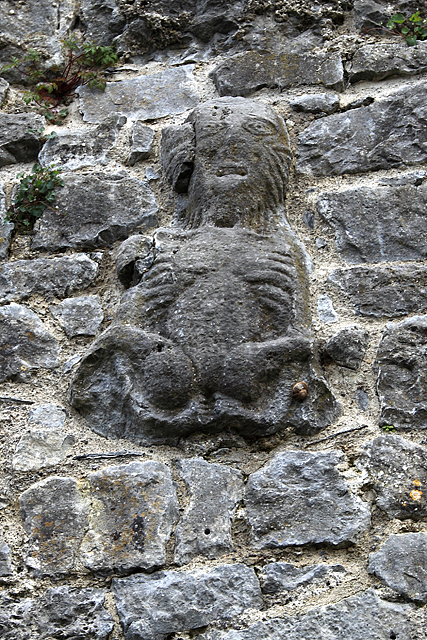
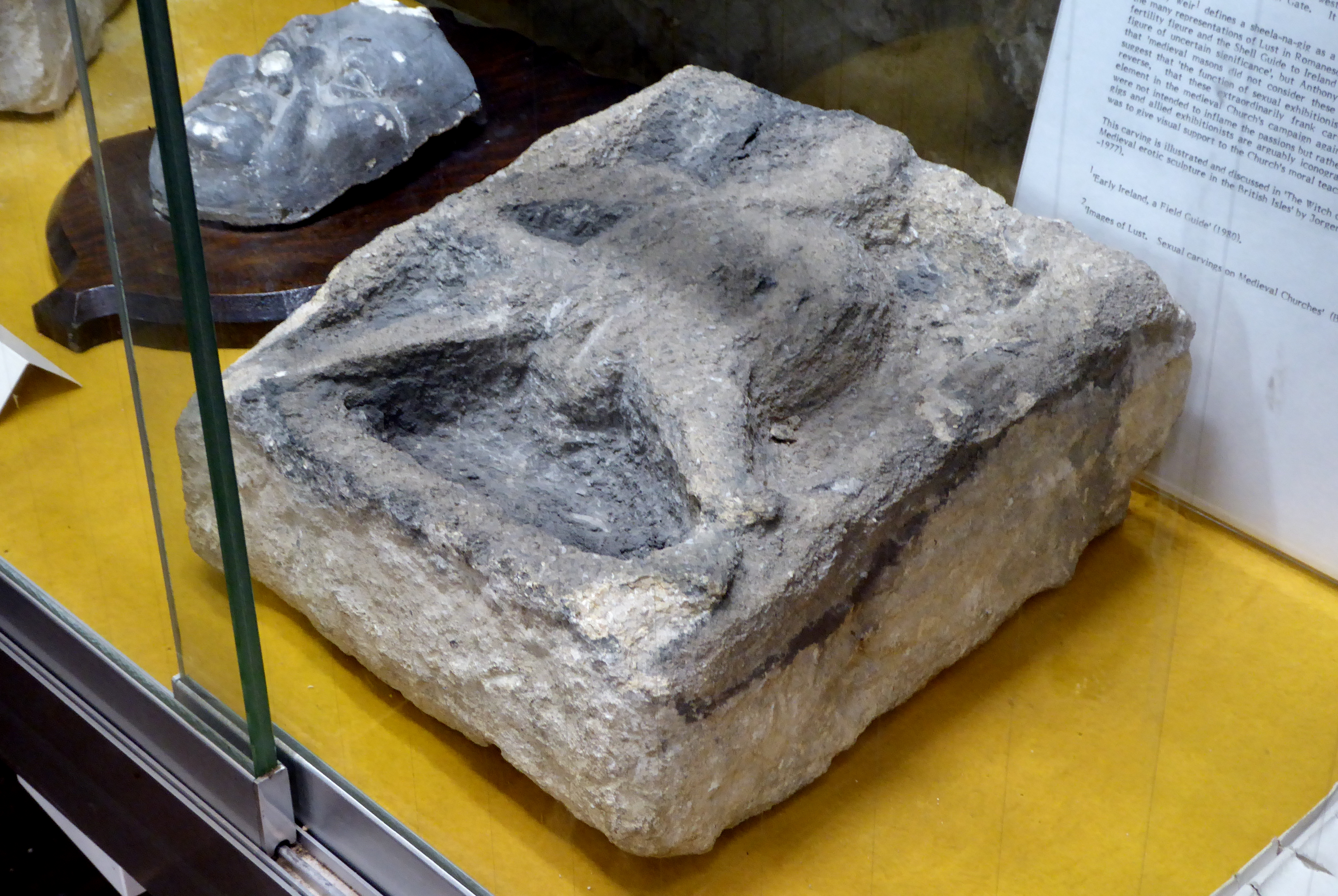
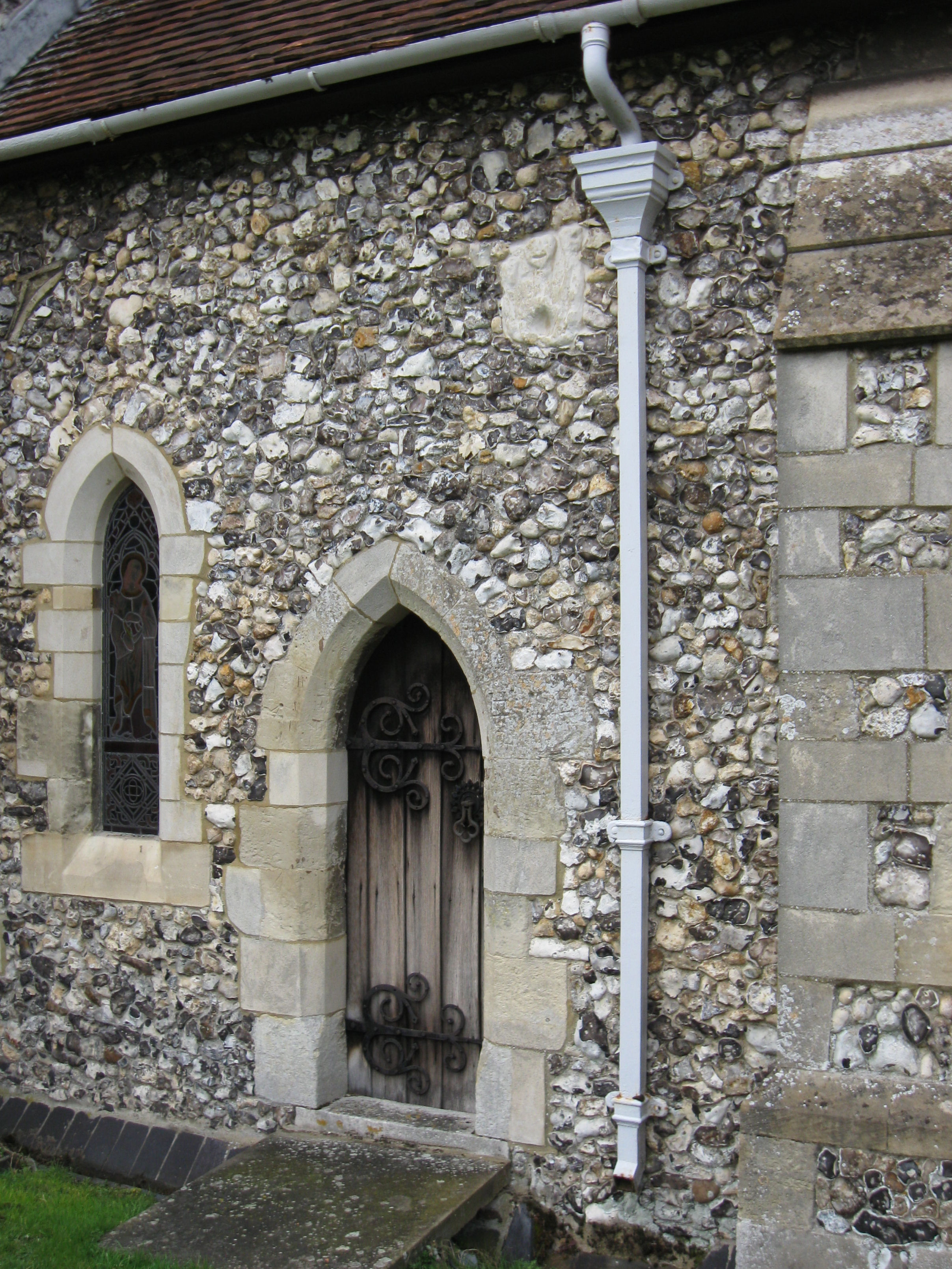
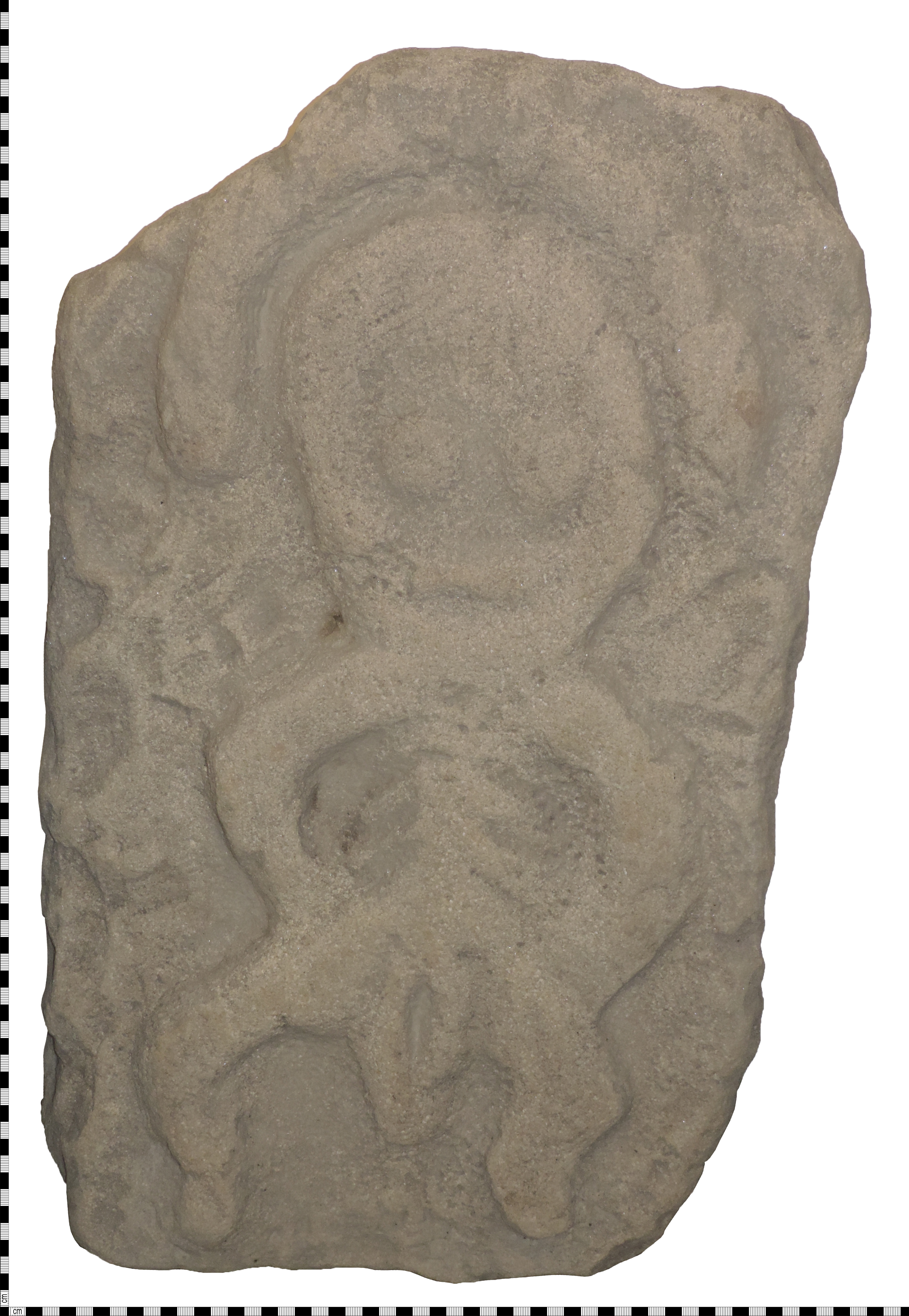
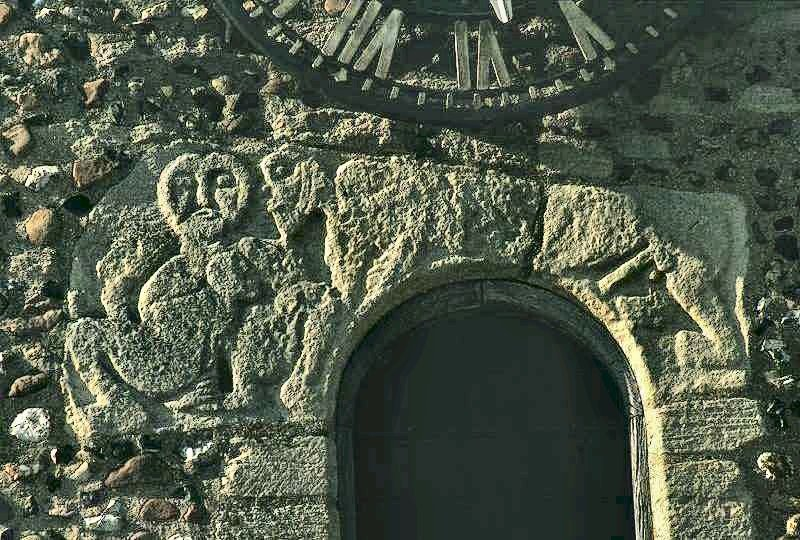
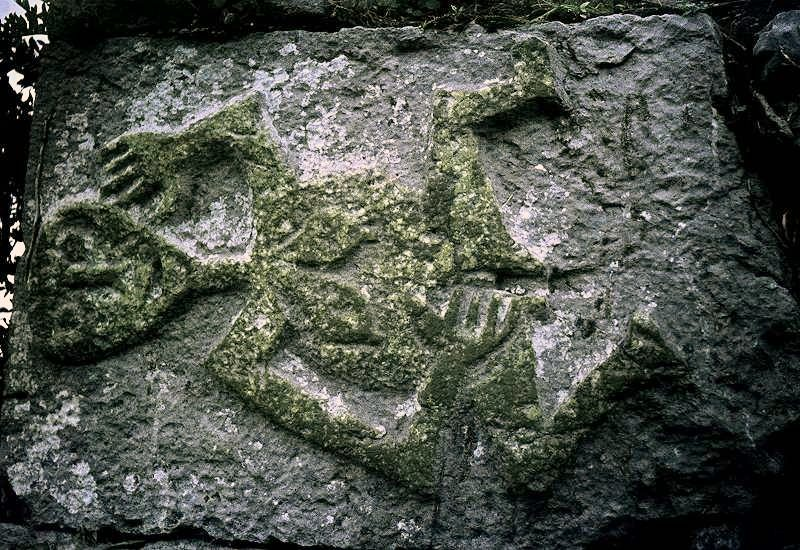
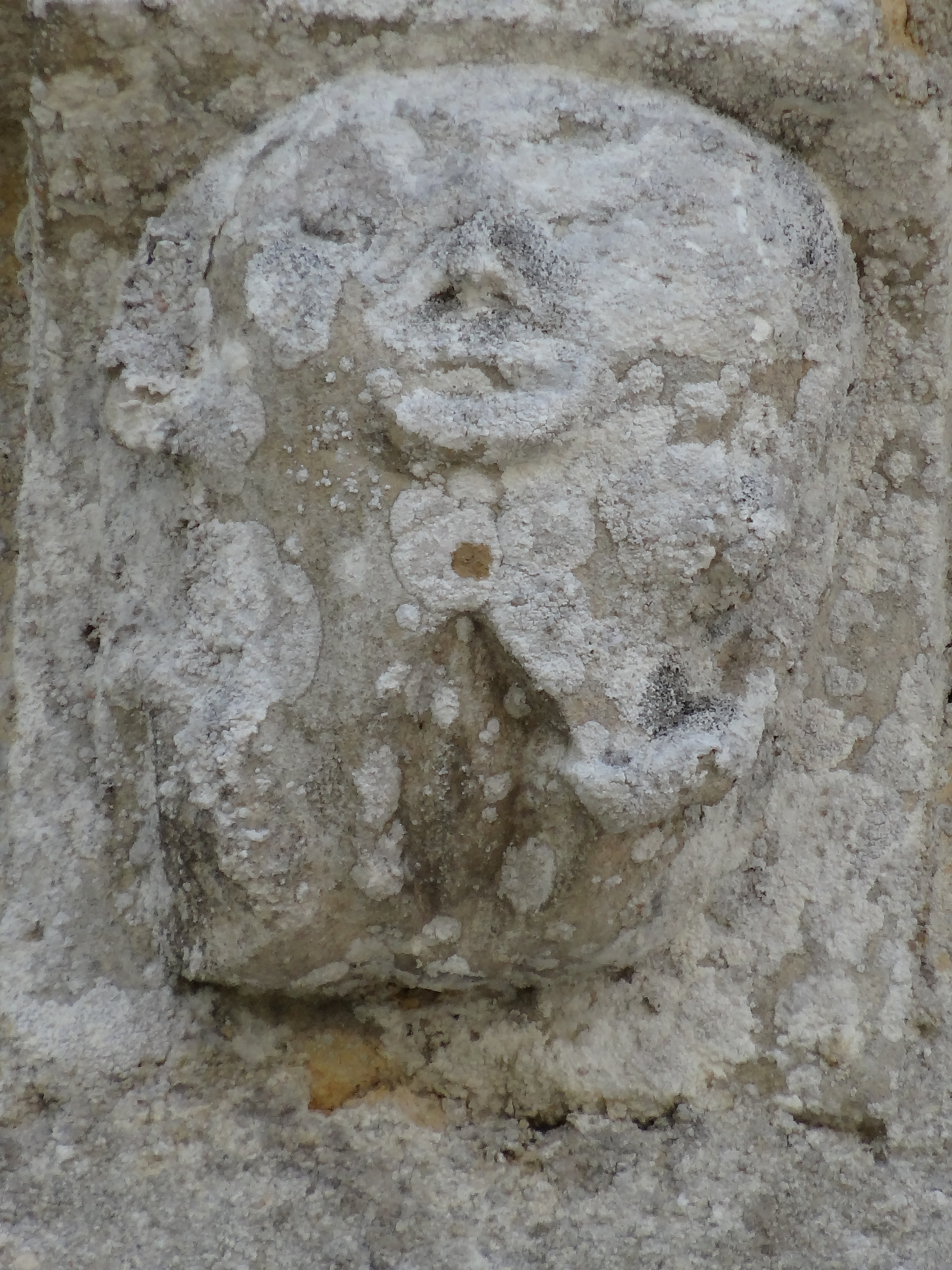
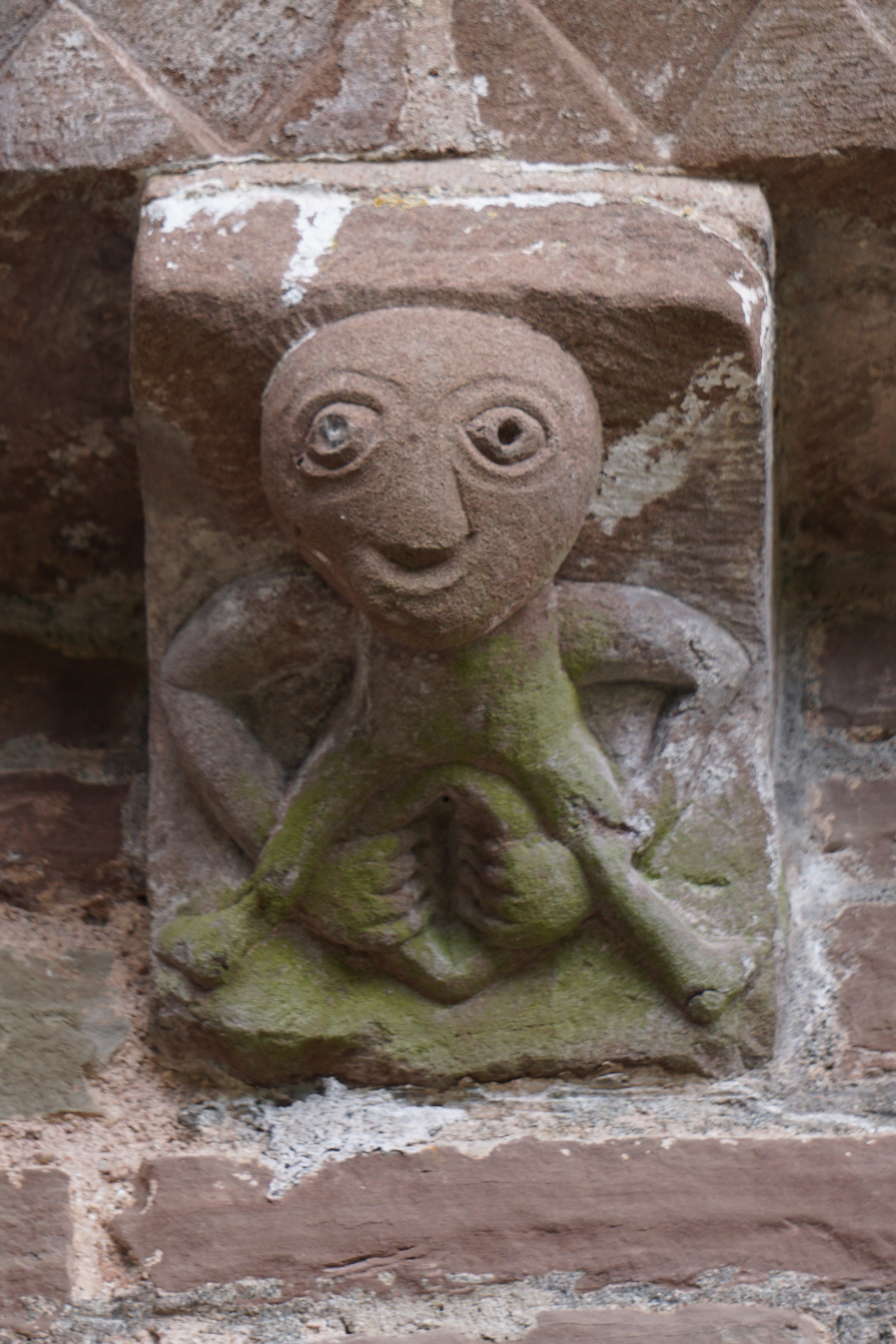
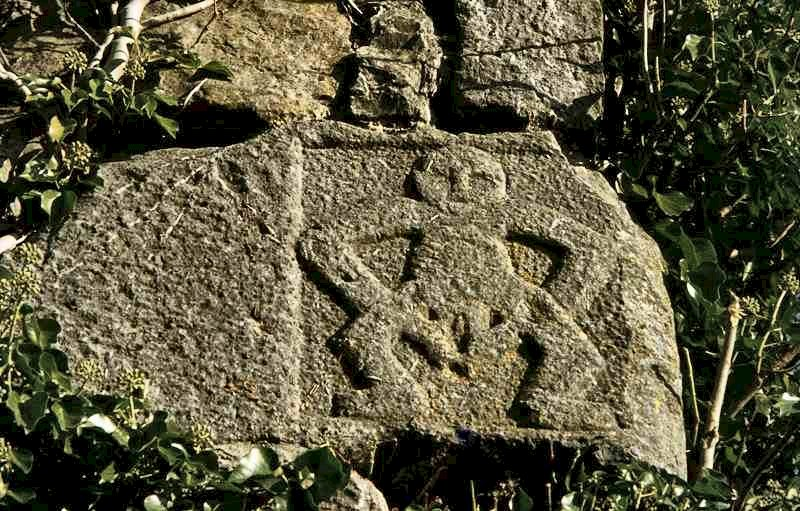
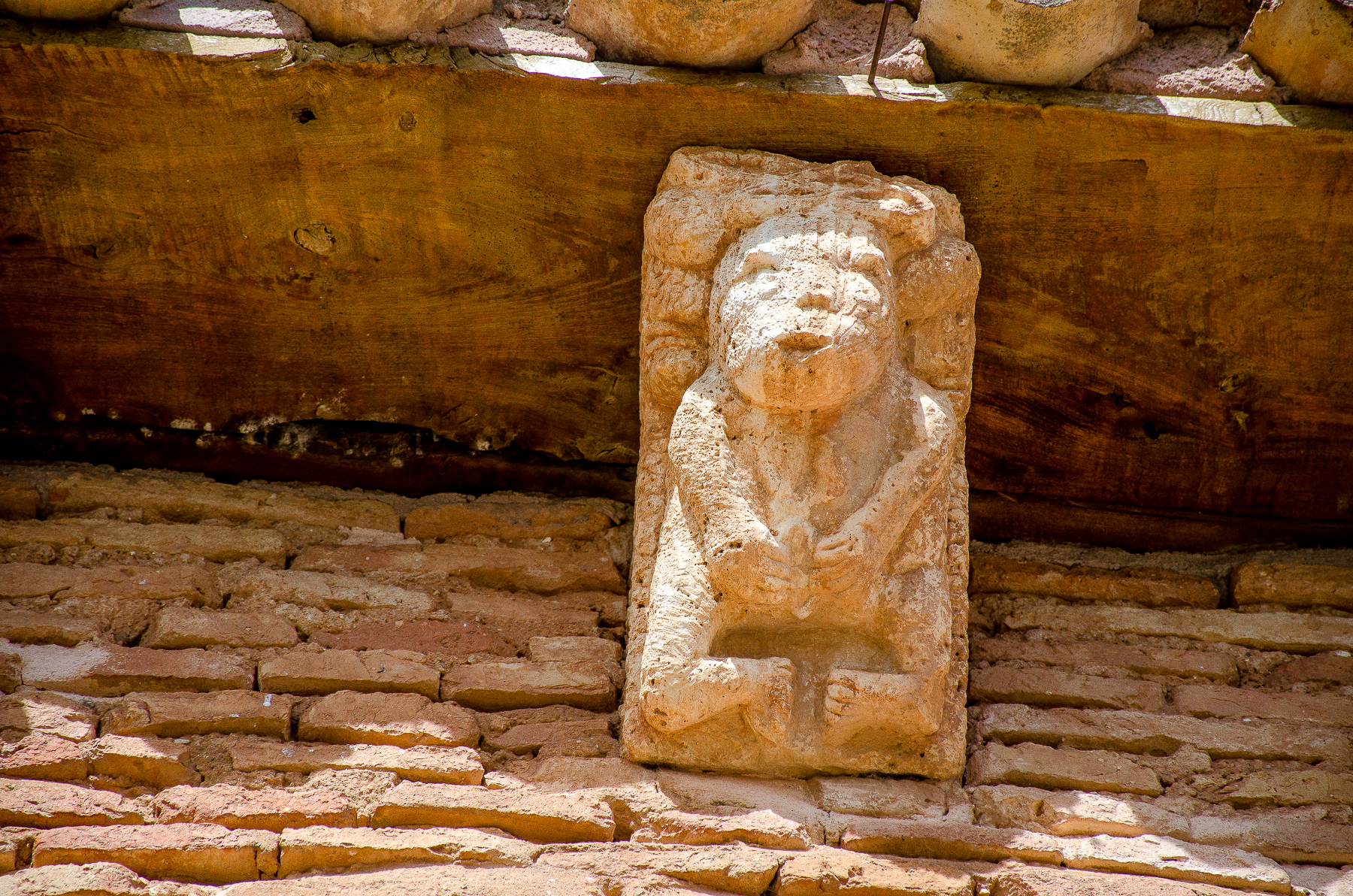
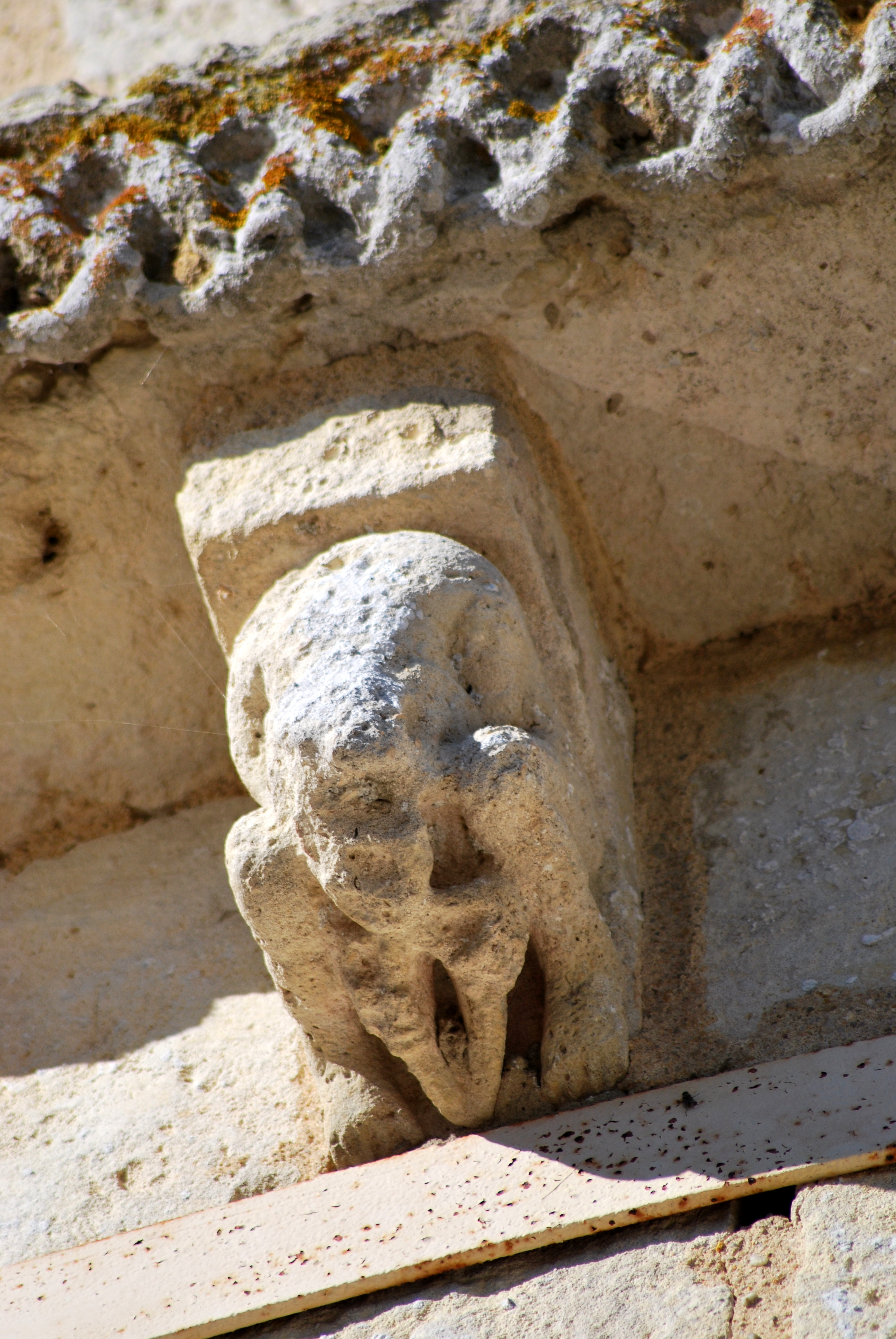
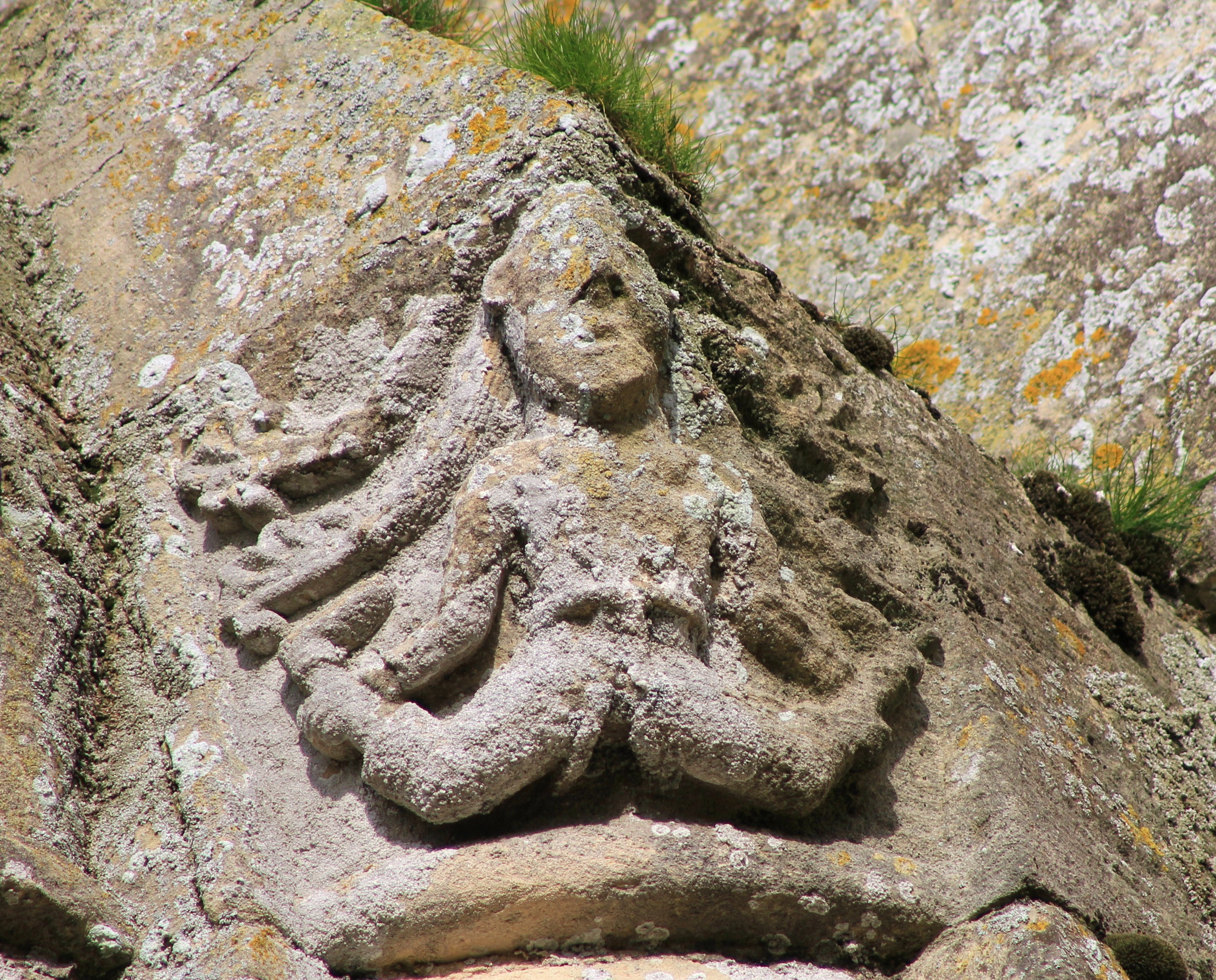
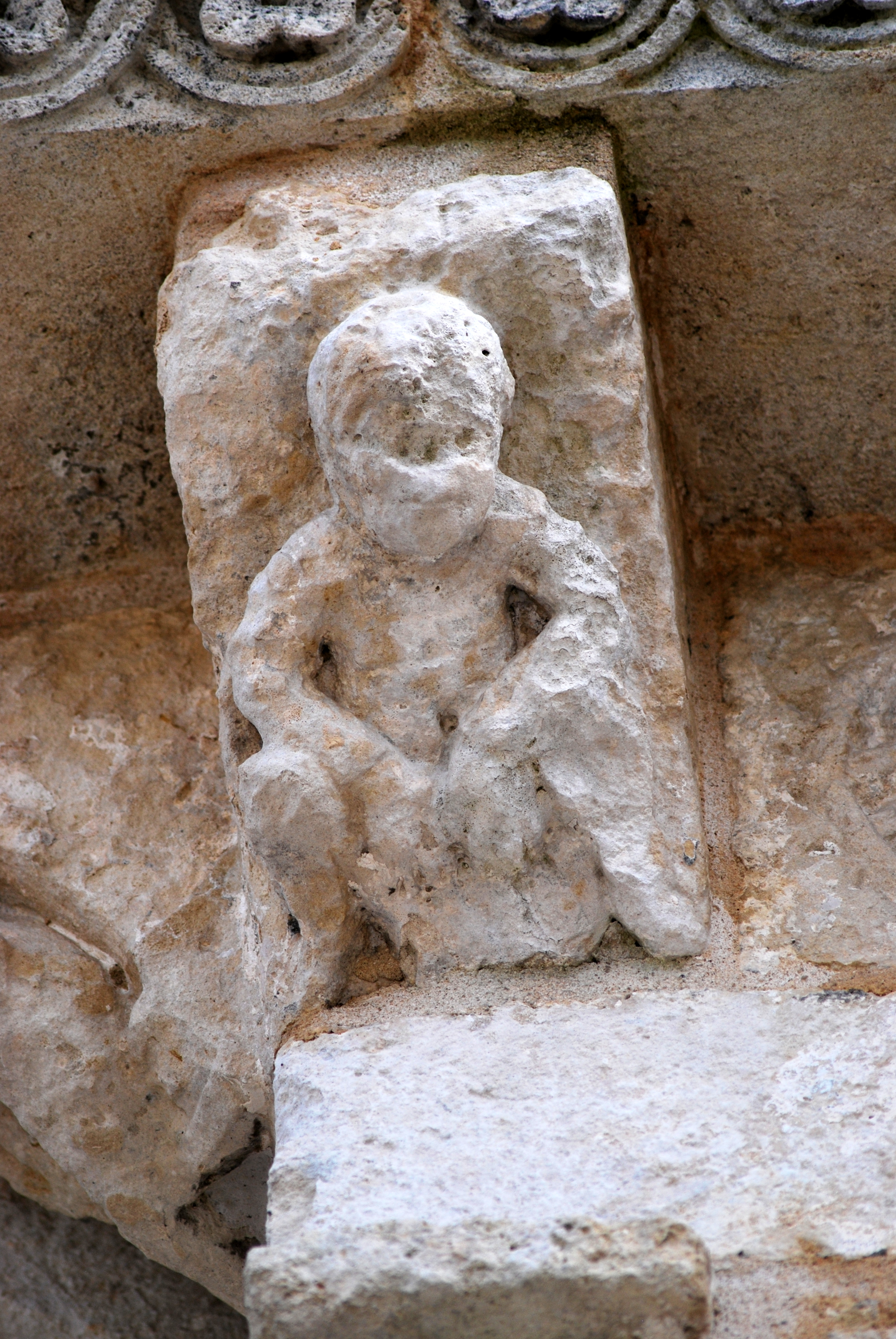